# Barberaz
Barberaz is een gemeente in het Franse departement Savoie (regio Auvergne-Rhône-Alpes). De plaats maakt deel uit van het arrondissement Chambéry. Barberaz telde op 1 januari 2022 5.246 inwoners.

## Geschiedenis
De plaats is ontstaan op een heuvelflank rond de voormalige kerk Saint-Didier. De riviervlakte was kwetsbaar voor regelmatige overstromingen en bleef lange tijd onbebouwd. Barberaz groeide vanaf de 19e eeuw als voorstad van Chambéry. De oude, bouwvallige kerk Saint-Didier werd afgebroken en vervangen door een grotere kerk enkele honderden meters verderop. De riviervlakte grenzend aan Chambéry raakte bebouwd.

## Geografie
De gemeente ligt grotendeels in de riviervlakte van de Leysse en de Albanne.
De oppervlakte van Barberaz bedroeg op 1 januari 2022 3,79 vierkante kilometer; de bevolkingsdichtheid was toen 1.384,2 inwoners per km².

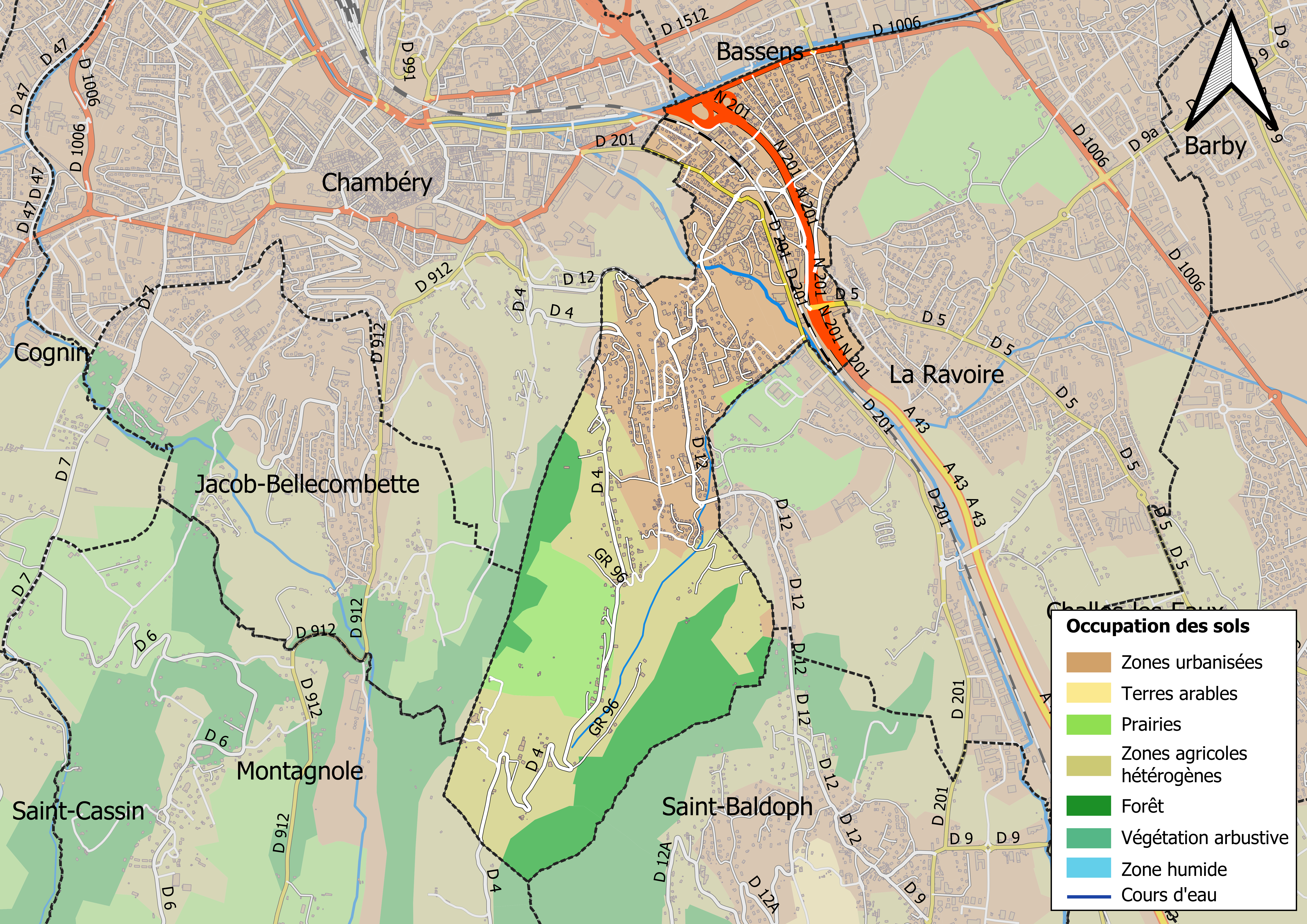
Kaart van de gemeente met belangrijkste infrastructuur, bodemgebruik en omliggende gemeenten

## Demografie
Onderstaande figuur toont het verloop van het inwonertal (bron: INSEE-tellingen).